# Gran Premio de Francia de Motociclismo de 2006
El Gran Premio de Francia de Motociclismo de 2006 (oficialmente Alice Grand Prix de France) fue la cuarta prueba del Campeonato del Mundo de Motociclismo de 2006. Tuvo lugar en el fin de semana del 19 al 21 de mayo en el Circuito Bugatti que está ubicado a 5 km de la localidad de Le Mans (Sarthe), en los Países del Loira, Francia.
La carrera de MotoGP fue ganada por Marco Melandri, seguido de Loris Capirossi y Dani Pedrosa. Yuki Takahashi ganó la prueba de 250cc, por delante de Andrea Dovizioso y Shuhei Aoyama. La carrera de 125cc fue ganada por Thomas Lüthi, Mika Kallio fue segundo y Fabrizio Lai tercero.

## Resultados

### Resultados MotoGP
| Pos.    | N.º | Piloto             | Constructor | Vueltas | Tiempo/Retirado | Parrilla | Puntos |
| ------- | --- | ------------------ | ----------- | ------- | --------------- | -------- | ------ |
| 1       | 33  | Marco Melandri     | Honda       | 28      | 44:57.369       | 5        | 25     |
| 2       | 65  | Loris Capirossi    | Ducati      | 28      | +1.929          | 6        | 20     |
| 3       | 26  | Dani Pedrosa       | Honda       | 28      | +2.269          | 1        | 16     |
| 4       | 27  | Casey Stoner       | Honda       | 28      | +5.494          | 11       | 13     |
| 5       | 69  | Nicky Hayden       | Honda       | 28      | +5.709          | 10       | 11     |
| 6       | 5   | Colin Edwards      | Yamaha      | 28      | +11.519         | 9        | 10     |
| 7       | 6   | Makoto Tamada      | Honda       | 28      | +16.692         | 13       | 9      |
| 8       | 15  | Sete Gibernau      | Ducati      | 28      | +18.142         | 8        | 8      |
| 9       | 24  | Toni Elías         | Honda       | 28      | +23.645         | 16       | 7      |
| 10      | 71  | Chris Vermeulen    | Suzuki      | 28      | +39.362         | 12       | 6      |
| 11      | 7   | Carlos Checa       | Yamaha      | 28      | +47.730         | 14       | 5      |
| 12      | 56  | Shinya Nakano      | Kawasaki    | 28      | +47.782         | 2        | 4      |
| 13      | 66  | Alex Hofmann       | Ducati      | 28      | +1:09.092       | 18       | 3      |
| 14      | 77  | James Ellison      | Yamaha      | 28      | +1:16.172       | 17       | 2      |
| 15      | 21  | John Hopkins       | Suzuki      | 26      | +2 vueltas      | 3        | 1      |
| Ret     | 30  | José Luis Cardoso  | Ducati      | 21      | Retirado        | 19       |        |
| Ret     | 46  | Valentino Rossi    | Yamaha      | 20      | Retirado        | 7        |        |
| Ret     | 10  | Kenny Roberts, Jr. | KR211V      | 1       | Retirado        | 15       |        |
| Ret     | 17  | Randy de Puniet    | Kawasaki    | 0       | Caída           | 4        |        |
| Fuente: |     |                    |             |         |                 |          |        |

### Resultados 250cc
| Pos.    | N.º | Piloto               | Constructor | Vueltas | Tiempo/Retirado | Parrilla | Puntos |
| ------- | --- | -------------------- | ----------- | ------- | --------------- | -------- | ------ |
| 1       | 55  | Yuki Takahashi       | Honda       | 26      | 43:42.773       | 4        | 25     |
| 2       | 34  | Andrea Dovizioso     | Honda       | 26      | +0.098          | 1        | 20     |
| 3       | 73  | Shuhei Aoyama        | Honda       | 26      | +2.215          | 5        | 16     |
| 4       | 4   | Hiroshi Aoyama       | KTM         | 26      | +2.484          | 7        | 13     |
| 5       | 7   | Alex de Angelis      | Aprilia     | 26      | +11.270         | 2        | 11     |
| 6       | 15  | Roberto Locatelli    | Aprilia     | 26      | +14.597         | 9        | 10     |
| 7       | 80  | Héctor Barberá       | Aprilia     | 26      | +16.829         | 3        | 9      |
| 8       | 58  | Marco Simoncelli     | Gilera      | 26      | +17.041         | 11       | 8      |
| 9       | 50  | Sylvain Guintoli     | Aprilia     | 26      | +17.589         | 12       | 7      |
| 10      | 96  | Jakub Smrž           | Aprilia     | 26      | +17.805         | 6        | 6      |
| 11      | 14  | Anthony West         | Aprilia     | 26      | +39.032         | 13       | 5      |
| 12      | 8   | Andrea Ballerini     | Aprilia     | 26      | +41.728         | 14       | 4      |
| 13      | 36  | Martín Cárdenas      | Honda       | 26      | +45.150         | 18       | 3      |
| 14      | 19  | Sebastián Porto      | Honda       | 26      | +46.545         | 10       | 2      |
| 15      | 21  | Arnaud Vincent       | Honda       | 26      | +55.747         | 22       | 1      |
| 16      | 23  | Arturo Tizón         | Honda       | 26      | +55.846         | 17       |        |
| 17      | 54  | Manuel Poggiali      | KTM         | 26      | +57.241         | 15       |        |
| 18      | 28  | Dirk Heidolf         | Aprilia     | 26      | +1:16.941       | 20       |        |
| 19      | 25  | Alex Baldolini       | Aprilia     | 26      | +1:25.856       | 16       |        |
| 20      | 31  | Álvaro Molina        | Aprilia     | 26      | +1:28.715       | 23       |        |
| 21      | 22  | Luca Morelli         | Aprilia     | 26      | +1:31.926       | 26       |        |
| 22      | 24  | Jordi Carchano       | Aprilia     | 26      | +1:39.853       | 25       |        |
| 23      | 85  | Alessio Palumbo      | Aprilia     | 25      | +1 vuelta       | 27       |        |
| Ret     | 48  | Jorge Lorenzo        | Aprilia     | 6       | Caída           | 8        |        |
| Ret     | 16  | Jules Cluzel         | Aprilia     | 0       | Caída           | 21       |        |
| Ret     | 45  | Dan Linfoot          | Honda       | 0       | Caída           | 24       |        |
| Ret     | 57  | Chaz Davies          | Aprilia     | 0       | Caída           | 19       |        |
| DNQ     | 47  | Marc Antoine Scaccia | Aprilia     |         | No se clasificó |          |        |
| Fuente: |     |                      |             |         |                 |          |        |

### Resultados 125cc
| Pos.    | N.º | Piloto                   | Constructor | Vueltas | Tiempo/Retirado | Parrilla | Puntos |
| ------- | --- | ------------------------ | ----------- | ------- | --------------- | -------- | ------ |
| 1       | 1   | Thomas Lüthi             | Honda       | 24      | 42:54.555       | 9        | 25     |
| 2       | 36  | Mika Kallio              | KTM         | 24      | +3.380          | 6        | 20     |
| 3       | 32  | Fabrizio Lai             | Honda       | 24      | +9.807          | 8        | 16     |
| 4       | 19  | Álvaro Bautista          | Aprilia     | 24      | +10.789         | 2        | 13     |
| 5       | 22  | Pablo Nieto              | Aprilia     | 24      | +14.850         | 7        | 11     |
| 6       | 35  | Raffaele De Rosa         | Aprilia     | 24      | +17.226         | 22       | 10     |
| 7       | 6   | Joan Olivé               | Aprilia     | 24      | +20.577         | 10       | 9      |
| 8       | 33  | Sergio Gadea             | Aprilia     | 24      | +21.818         | 12       | 8      |
| 9       | 29  | Andrea Iannone           | Aprilia     | 24      | +27.038         | 11       | 7      |
| 10      | 24  | Simone Corsi             | Gilera      | 24      | +30.171         | 13       | 6      |
| 11      | 10  | Ángel Rodríguez Campillo | Aprilia     | 24      | +30.555         | 20       | 5      |
| 12      | 60  | Julián Simón             | KTM         | 24      | +30.815         | 14       | 4      |
| 13      | 71  | Tomoyoshi Koyama         | Malaguti    | 24      | +30.890         | 19       | 3      |
| 14      | 55  | Héctor Faubel            | Aprilia     | 24      | +31.450         | 15       | 2      |
| 15      | 11  | Sandro Cortese           | Honda       | 24      | +31.872         | 17       | 1      |
| 16      | 9   | Michael Ranseder         | KTM         | 24      | +39.061         | 27       |        |
| 17      | 14  | Gábor Talmácsi           | Honda       | 24      | +45.468         | 4        |        |
| 18      | 17  | Stefan Bradl             | KTM         | 24      | +45.717         | 23       |        |
| 19      | 23  | Lorenzo Baroni           | Honda       | 24      | +46.078         | 29       |        |
| 20      | 45  | Imre Tóth                | Aprilia     | 24      | +46.299         | 21       |        |
| 21      | 38  | Bradley Smith            | Honda       | 24      | +46.581         | 25       |        |
| 22      | 43  | Manuel Hernández         | Aprilia     | 24      | +49.294         | 30       |        |
| 23      | 15  | Michele Pirro            | Aprilia     | 24      | +1:00.773       | 24       |        |
| 24      | 37  | Joey Litjens             | Honda       | 24      | +1:01.128       | 28       |        |
| 25      | 44  | Karel Abraham            | Aprilia     | 24      | +1:05.340       | 31       |        |
| 26      | 78  | Hugo van den Berg        | Aprilia     | 24      | +1:05.989       | 26       |        |
| 27      | 63  | Mike Di Meglio           | Honda       | 24      | +1:15.109       | 16       |        |
| 28      | 26  | Vincent Braillard        | Aprilia     | 24      | +1:36.501       | 39       |        |
| 29      | 7   | Alexis Masbou            | Malaguti    | 23      | +1 vuelta       | 33       |        |
| 30      | 13  | Dino Lombardi            | Aprilia     | 23      | +1 vuelta       | 40       |        |
| 31      | 85  | Yannick Deschamps        | Honda       | 23      | +1 vuelta       | 37       |        |
| Ret     | 53  | Simone Grotzkyj          | Aprilia     | 13      | Retirado        | 35       |        |
| Ret     | 18  | Nicolás Terol            | Derbi       | 7       | Retirado        | 18       |        |
| Ret     | 20  | Roberto Tamburini        | Aprilia     | 4       | Caída           | 32       |        |
| Ret     | 52  | Lukáš Pešek              | Derbi       | 1       | Caída           | 3        |        |
| Ret     | 16  | Michele Conti            | Honda       | 0       | Caída           | 36       |        |
| Ret     | 21  | Mateo Túnez              | Aprilia     | 0       | Caída           | 34       |        |
| Ret     | 75  | Mattia Pasini            | Aprilia     | 0       | Caída           | 1        |        |
| Ret     | 8   | Lorenzo Zanetti          | Aprilia     | 0       | Caída           | 5        |        |
| Ret     | 82  | Matthieu Lussiana        | Honda       | 0       | Caída           | 38       |        |
| DNS     | 83  | Clément Dunikowski       | Honda       |         | No participó    |          |        |
| DNS     | 84  | Mathieu Olagnon          | Honda       |         | No participó    |          |        |
| DNQ     | 41  | Aleix Espargaró          | Honda       |         | No se clasificó |          |        |
| DNQ     | 12  | Federico Sandi           | Aprilia     |         | No se clasificó |          |        |
| Fuente: |     |                          |             |         |                 |          |        |